# Rhederei Actien-Gesellschaft von 1896
Rhederei Actien-Gesellschaft von 1896 war eine deutsche Reederei, die ab 1896 in Hamburg gegründet wurde und Frachttransporte mit Segelschiffen bis 1920 betrieb. Das Unternehmen bestand noch bis 1927 als Reederei mit ausschließlich Dampfschiffen.

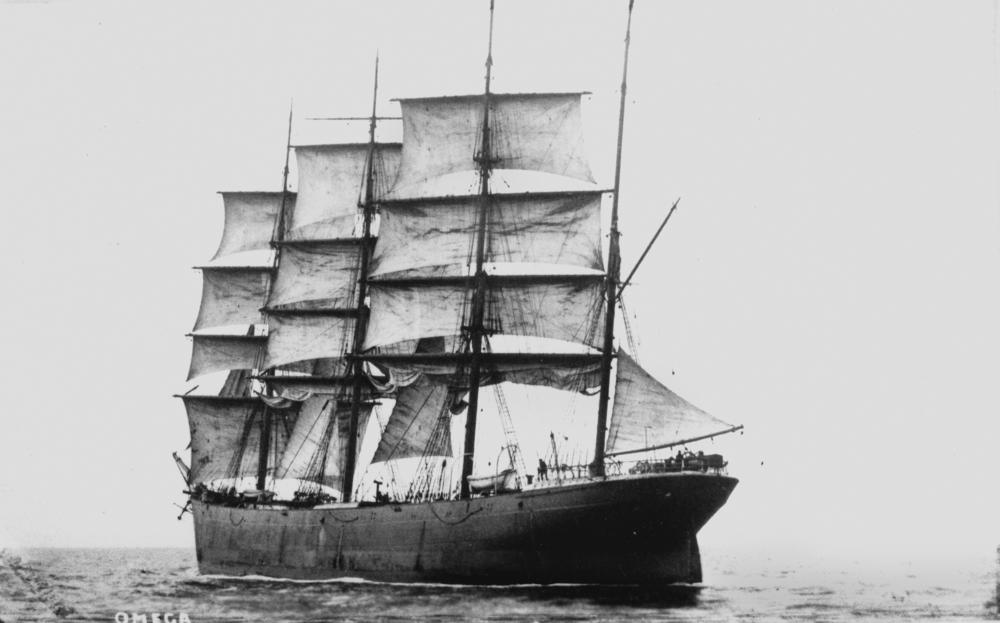
Viermast-Bark Omega als Frachtsegler

## Firmengründer
Die Ursprünge der Firma sind auf den Hamburger Schiffsmakler F. W. Dahlström zurückzuführen. Seine Söhne Axel Dahlström und Willy Dahlström, die später als Ordnungsmäßige Mitglieder der Schiffbautechnischen Gesellschaft und Direktoren der Reederei auftraten, haben sich 1896 zur Gründung eines Schifffahrtsbetriebes auf Aktienbasis entschlossen. Ein Verwandter, Heinrich Dahlström, Direktor des Nordischen Bergungsverein (NBV), war zeitweilig von 1874/75 auch mit in der Schiffsmaklerei A. Dahlström & Co. tätig und später auch als Ordnungsmäßiges Mitglied der Schiffbautechnischen Gesellschaft genannt.

## Gesellschaft
Am 21. Mai 1896 wurde die Rhederei Actien-Gesellschaft gegründet und hat den Betrieb zunächst durch den Ankauf zweier Segelschiffe, Olga und Ortrud, aufgenommen. Beide Fahrzeuge, die sich als schnelle Segler erwiesen und für die zu lohnenden Raten Fracht vorhanden war, bildeten zunächst die Flotte der Gesellschaft, deren Kapital vorläufig nur 200.000 Mark betrug. Natürlich ließ sich mit diesen beschränkten Mitteln der Zweck, den die Gründer der Unternehmung im Auge hatten, nur mangelhaft verfolgen, und das Kapital wurde in Zwischenräumen erhöht, so dass es nach und nach auf über 2.000.000 Mark gebracht werden konnte.
Die Zuführung neuer Mittel setzte dann die Reederei in die Lage, die Flotte durch Ankauf weiterer, größerer Schiffe betriebstüchtig zu erhalten, wogegen die älteren Segler, die den wachsenden Anforderungen der Zeit nicht mehr entsprachen, abgestoßen wurden. Nachdem zu Beginn des Jahres 1906 die Gesellschaft Gelegenheit hatte, die durch den Tod des Inhabers zur Auflösung bestimmte Reederei von B. Wencke Söhne in Hamburg mit deren Gesamtbestand von 16 Schiffen neuerer Bauart zu mäßigen Preisen zu erwerben, konnte die Flotte auf 21 Segler gebracht werden, so dass sie zu der Zeit zu den ganz großen Segelschiffs-Reedereien gezählt werden konnte.
In den ersten Jahren lieferte das Unternehmen recht befriedigende Resultate. Die Schiffe der Reederei hatten das Glück, ihre Reisen ohne Unfall zurückzulegen, die Ladungen waren reichlich und die Frachtsätze auf einer annehmbaren Stufe. Demgemäß konnte die Gesellschaft im ersten Jahre 6 ½, dann zwischen 7 ½ und 8 Prozent Dividende an ihre Aktionäre verteilen und beträchtliche Reserven für etwaige Verluste ansammeln. Indessen brachte bereits das Jahr 1900 Anzeichen eines Rückganges, der sich in den darauffolgenden Jahren noch verschärfte. Dazu kam noch die fortdauernd wachsende Vergrößerung der Dampferflotten und das dadurch verursachte gestiegene Tonnage-Angebot, nur umso stärker fühlbar machte und die Frachtsätze auf ein Niveau drückte, das kaum noch einen Gewinn lassen konnte. Um die Flotte voll ausnutzen zu können und den schlechten Frachtverhältnissen wenigstens teilweise zu begegnen, hat die Gesellschaft in den letzten Jahren damit begonnen, Ladungen, besonders von Salpeter, auf eigenes Risiko für ihre Segler zu erwerben; bisher hat sich dieser Geschäftszweig gut rentiert, da es möglich war, die Ladungen günstig zu verwerten, so dass die Hoffnung bestand, dass den dividendenlosen Jahren seit 1902 nunmehr wieder bessere Zeiten folgen würden.
In Spitzenzeiten waren mehr als 30 Segelschiffe in Fahrt, die aus dem wichtigen Fahrtgebiet Chile in der Salpeterfahrt und bis Mexiko in den Golf von Californien nach Santa Rosalia Kohle transportierten. Das größte Schiff war die Viermastbark Urania mit 3265 BRT.
Durch den Ersten Weltkrieg kam die deutsche Segelschifffahrt schlagartig für mehrere Jahre vollständig zum Erliegen. Durch Internierung und Beschlagnahme der Schiffe sowie durch Reparationsforderungen nach dem Krieg verlor die Reederei ihre gesamten Segelschiffe und damit auch die Geschäftsgrundlage auf diesem Gebiet.

## Reederei-Flotte
Die Reederei wurde in Hamburg aus der sich erfolgreich entwickelten Schiffsmaklerei 1896 durch den Ankauf der eisernen Bark Olga (ex Lactura 1875) und des eisernen Vollschiffs Ortrud (ex Maulesden 1875) gegründet. Mit weiteren Zukäufen von 7 Segelschiffen, davon bereits vier Viermastbarken, bis zum beginnenden 20. Jahrhundert war es immer noch ein kleines Unternehmen. Die Schiffe wurden traditionell umbenannt mit Schiffsnamen auf „O“ - beginnend, und als Reedrei-Flagge führten sie eine vierteljährlich geteilte Flagge in Weiß, Rot, Rot und Weiß. In seiner Mitte befand sich eine weiße, schwarz umrandete Ellipse mit schwarzen Ziffern „1896“ im Inneren.
Bekannte Segelschiffe und deren Kapitäne
OBOTRITA gestrandet vor Ostende, 1926

Link zum Bild

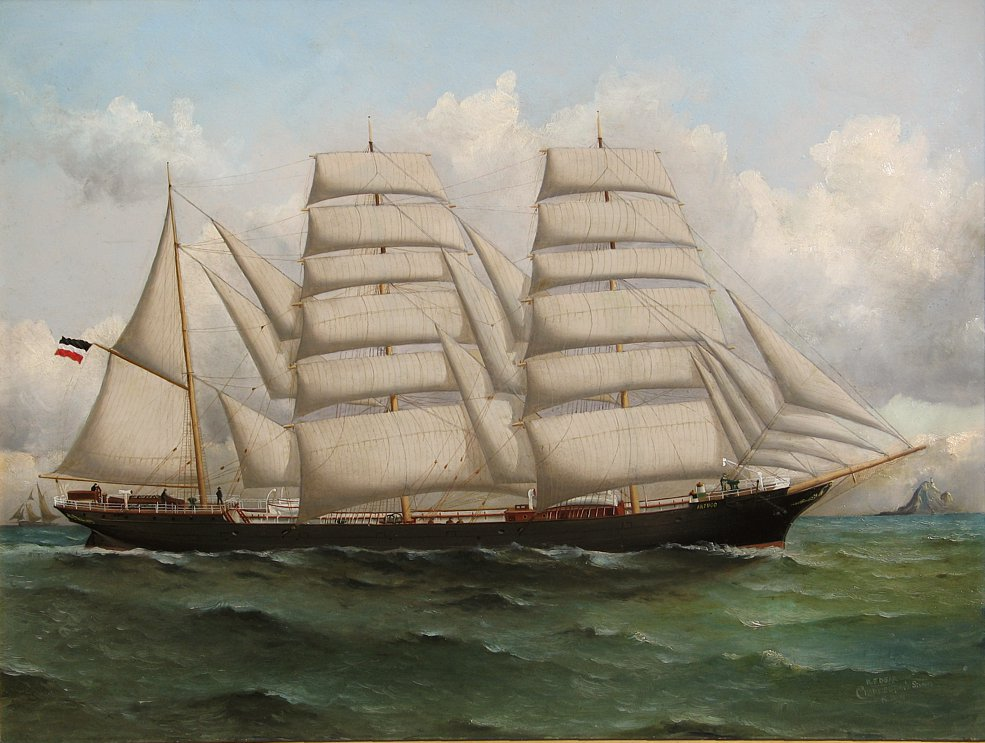
Die Antuco 1900 im Pazifik

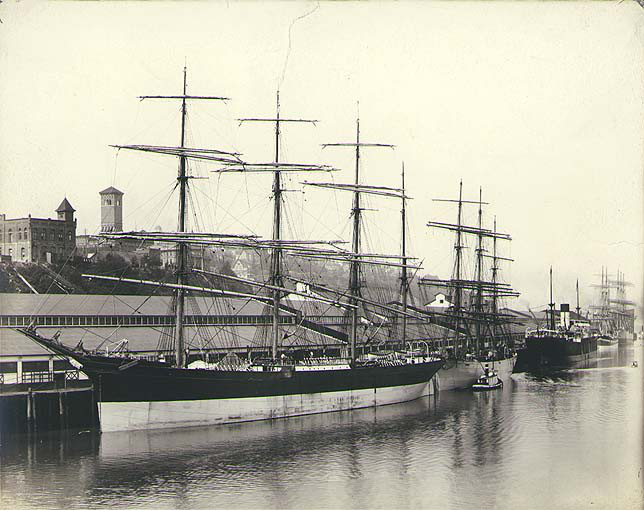
Placilla in Tacoma

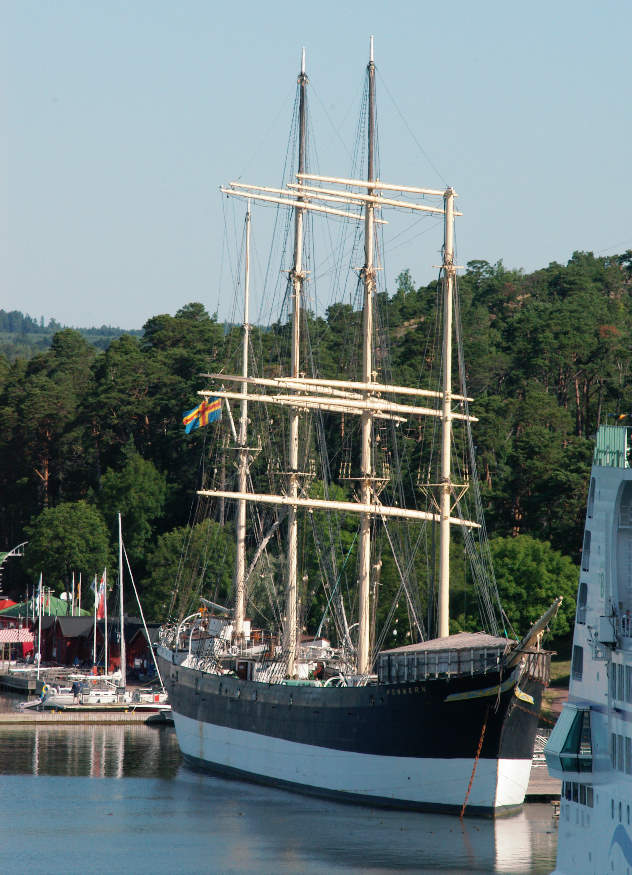
Museumsschiff Pommern im Juli 2005 (ex. Mneme)

- Inspektor der Reederei: Kapitän Friedrich Wilhelm Thöm

Bark Olga (1875) (ex Lactura) (1896-1901)
- 1896–1898 Dreyer, Heinrich (*   † 06.07.1898 auf See)

Bark Obotrita (1892) (ex Favorita) (RJMS), (1902-1911)
- 1908–1908 Schippmann, H. (*   †)

Bark Antuco (1892) (1908-1912)
- 1908–1912 Müller, Louis Fr. Joh. (*   † 13.05.1913 auf See)

Viermast-Bark Omega (1887) (ex Drumcliff) (RLBQ), (1898–1914, 1958 gesunken)
- 1898–1905 Krause, H. (*   †)
- 1906–1907 Ratzsch, M. (*   †)
- 1908–1910 Schellhas, A. (*   †)
- 1910–1912 Oellrich, G. (*   †)
- 1913–1914 Hammer, P. (*   †)

Viermast-Bark Oceana (1892) (ex Mowhan) (RLND), (1900–1920, 1921 verschrottet)
- 1901–1905 Breckwoldt, H.P. (*   †)
- 1906–1907 Krause, H. (*   †)
- 1908–1912 Petersen, Peter (* 1864   † 1957)
- 1912–1914 Oellrich, G. (*   †)

Viermast-Bark Optima (1892) (ex Placilla bis 1903) (RJLM), (1901–1905, gestrandet)
- 1901–1903 Thöm, F.W. (*   †)
- 1903–1905 Butz, H. (*   †)

Viermast-Bark Mneme (1903) (RNCK), (1906–1906, Jetzt Museumsschiff in Mariehamn)
- 1906–1906 Petersen, Peter (* 1863  † 1957)

Viermast-Bark Polymnia (1886) (RGWD), (1906–1907, gestrandet)
- 1906–1907 Schellhass, O.A. (*   †)

Viermast-Bark Hebe (1891) (ex Vortigern) (QGKT), (1906–1917, 1937 verschrottet)
- 1909–1909 Permin, A. (*   †)
- 1912–1913 Fleth, Wilhelm (*   †)

Viermast-Bark Hera (1886) (ex Richard Wagner) (RHPL), (1906–1914, gestrandet)
- 1906–1911 Fleth, Wilhelm (*   †)
- 1912–1912 Hoffmann, R. (*   †)
- 1913–1914 Lorenz, Johann Peter (* 1883 Schleswig   † 31.01.1914 auf See)

Vollschiff Klio (1888) (RHKM), (1906–1913, verschollen)
- 1906–1910 Dahm, P. (*   †)
- 1911–1912 Hammer, P. (*   †)
- 1913–1913 Müller, Louis Fr. Joh. (*   † 13.05.1913 auf See)

Viermast-Bark Athene (1892) (ex Conishead) (RLKH), (1906–1914, 1917 versenkt)
- 1911–1914 Dreier, F. (*   †)

Viermast-Bark Pindos (1890) (ex Eusemere) (RKMN), (1906–1912, gestrandet)
- 1909–1909 Peters, Willem (* 14.07.1873 Norddorf, Amrum   † 02.10.1928 Nebel, Amrum)

Viermast-Bark Urania (1902) (RMKQ), (1906–1914, 1930 verschrottet)
- 1906–1911 Timmer, J. (*   †)
- 1912–1913 Permien, A. (*   †)
- 1914–1914 Peters, Peter (* 1863   † 1957)

Viermast-Bark Olympia (1904) (ex Geertruida Gerarda) (RQLW), (1910–1914)
- 1911–1912 Schipman, H. (*   †)
- 1913–1914 Peters, Willem (* 14.07.1873 Norddorf, Amrum   † 02.10.1928 Nebel, Amrum)

Viermast-Bark Orotava (1901) (ex Comet), (1913–1920)
- 1913–1914 Dreier, F. (*   †)